# 神戸市交通局

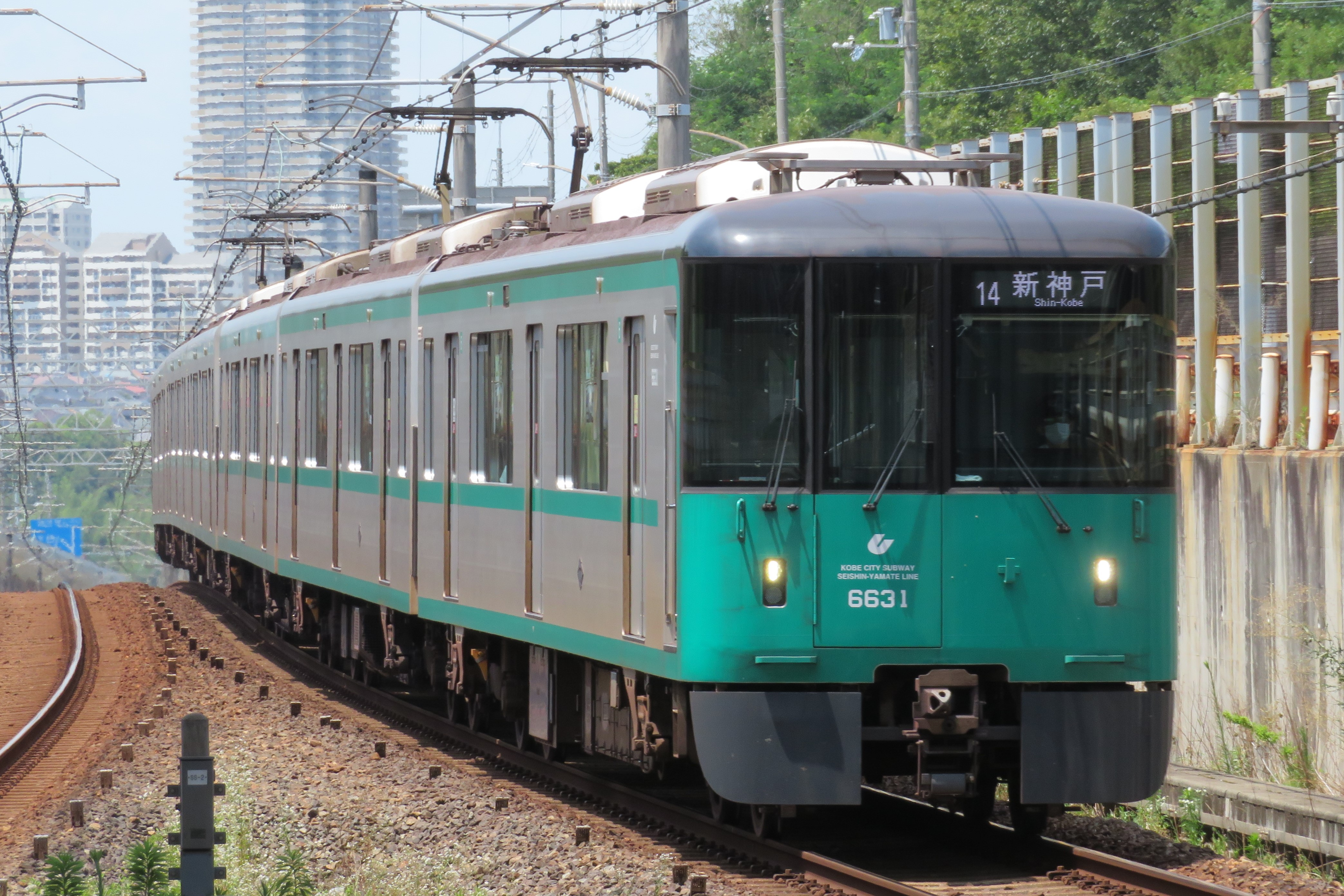
神戸市営地下鉄

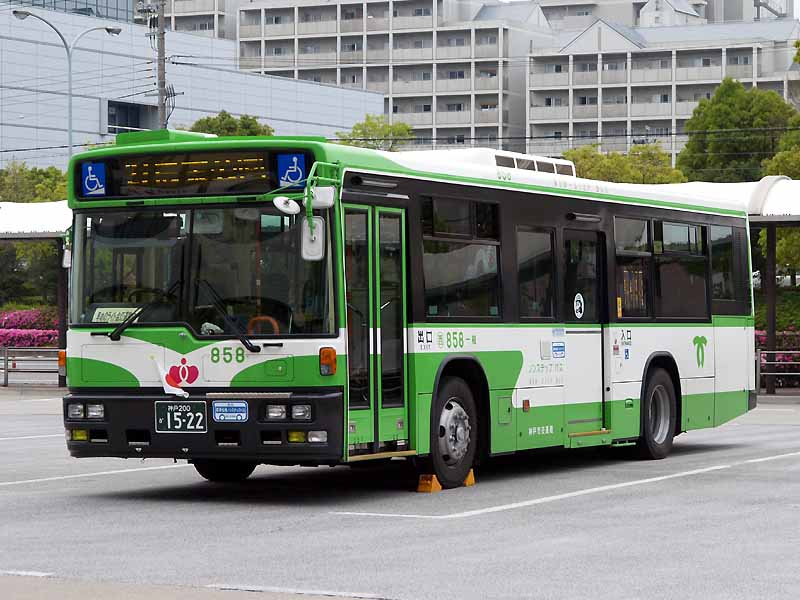
神戸市バス

神戸市交通局（こうべしこうつうきょく）は、兵庫県神戸市内で公営交通事業を行う神戸市の地方公営企業の一つである。地下鉄（市営地下鉄）、路線バス（市バス）を運営している。かつては市電（神戸市電）やロープウェイ、観光バスなども運営していた。
スルッとKANSAIでカードに印字される符号は入場記録用は神交で、降車記録用がSCである。

## 事業
- 神戸市営地下鉄（西神・山手線、北神線および海岸線 計38.1km）
- 神戸市バス

## 歴史
神戸市内で軌道事業（路面電車）と発電・配電事業を行っていた神戸電気を買収し、神戸市電気局として発足し、4路線12.3kmで開業した市営電車事業を始める。その後、市電の補完などを目的として、1930年9月に須磨駅前 - 灘桜口間15.1kmで市営バスの営業を開始する。1939年に、配電事業の統制の一環として電気局の発電事業を日本発送電に、配電事業を関西配電に譲渡し、交通事業のみとなったため1942年5月に神戸市交通局に改称する。
1952年10月に地方公営企業法が施行されたため、公営企業として発足する。その後、バス路線の統廃合や市電の廃止が行われ、1977年から1987年にかけて地下鉄西神・山手線の開業、阪神・淡路大震災での被災、2001年の海岸線の開業を経て現在に至る。

### 年表
- 1917年（大正6年）8月1日 - 神戸市内で軌道事業（路面電車）と発電・配電事業を行っていた神戸電気を買収し、神戸市電気局として発足。
- 1930年（昭和5年）9月16日 - 市バス営業開始。
- 1942年（昭和17年）
  - 4月1日 - 配電事業を関西配電（現在の関西電力）に譲渡。
  - 5月19日 - 神戸市交通局に改組[4]。
- 1955年（昭和30年）7月12日 - 奥摩耶ロープウェイ開業。
- 1957年（昭和32年）5月10日 - 市立須磨水族館（後の市立須磨海浜水族園）開業。1968年（昭和43年）まで交通局の所管であった。
- 1971年（昭和46年）3月14日 - 市電全廃（前日限り）。
- 1977年（昭和52年）
  - 3月13日 - 地下鉄西神線開業。
  - 7月1日 - 奥摩耶ロープウェイを神戸市都市整備公社（現在の神戸住環境整備公社）へ譲渡。
- 1983年（昭和58年）6月17日 - 地下鉄山手線開業。
- 1987年（昭和62年）3月18日 - 地下鉄西神延伸線開業。
- 1988年（昭和63年）
  - 3月10日 - プリペイドカードUラインカードの利用開始。
  - 4月2日 - 地下鉄山手線が北神急行線と相互直通運転開始。
- 1993年（平成5年）4月15日 - 地下鉄でNEW Uラインカードによるストアードフェアシステム導入。
- 1995年（平成7年）1月17日 - 兵庫県南部地震（阪神・淡路大震災）で地下鉄全線不通に。2月16日復旧。
- 1997年（平成9年）4月1日 - NewUラインカードが市バスでも利用可能に。
- 1999年（平成11年）10月1日 - 共通乗車カードシステム「スルッとKANSAI」に加入。
- 2000年（平成12年）4月1日 - 神戸市内の定期観光バス事業を神姫バスへ譲渡[9]。
- 2001年（平成13年）7月7日 - 地下鉄海岸線開業。
- 2003年（平成15年）4月1日 - シティー・ループの運行を神戸交通振興に譲渡。
- 2006年（平成18年）10月1日 - 地下鉄全線でPiTaPa導入。ICOCAも利用可能になる。
- 2008年（平成20年）9月1日 - 市バス全線でPiTaPa導入。
- 2013年（平成25年）3月23日 - 地下鉄全線でKitaca、PASMO、Suica、manaca、TOICA、nimoca、はやかけん、SUGOCAが交通系ICカード全国相互利用サービス開始に伴い利用可能になる[10]。
- 2017年（平成29年）4月15日 
  - 地下鉄・市バスにてICOCA、およびICOCA定期券の発売開始[11]。
  - 地下鉄⇔阪急、地下鉄⇔阪神、地下鉄⇔神戸電鉄、地下鉄⇔北神急行電鉄（ICOCAのみ）、地下鉄⇔北神急行電鉄⇔神戸電鉄（ICOCAのみ）、地下鉄⇔山陽電鉄、地下鉄⇔ポートライナー（ICOCAのみ）の連絡IC定期券の発売開始[11]。
  - 市バスでも交通系ICカード全国相互利用サービス対応カードが利用可能となる[11]。
- 2019年（平成31年）4月21日 - 三宮で市バスの暴走事故が発生。歩行者2人が死亡し、7人が負傷した[12]。
- 2020年（令和2年）
  - 3月9日 - 前年4月の事故のほか点呼義務違反などの法令違反をしたとして、近畿運輸局は路線バスのべ4台を30日使用停止の命令を手渡した[13]。
  - 6月1日 - 北神線を北神急行電鉄、神戸高速鉄道から公有化（公営化）の形態で譲受し、神戸市営地下鉄北神線として営業開始[14][15][16]。